# Čaj (nápoj)

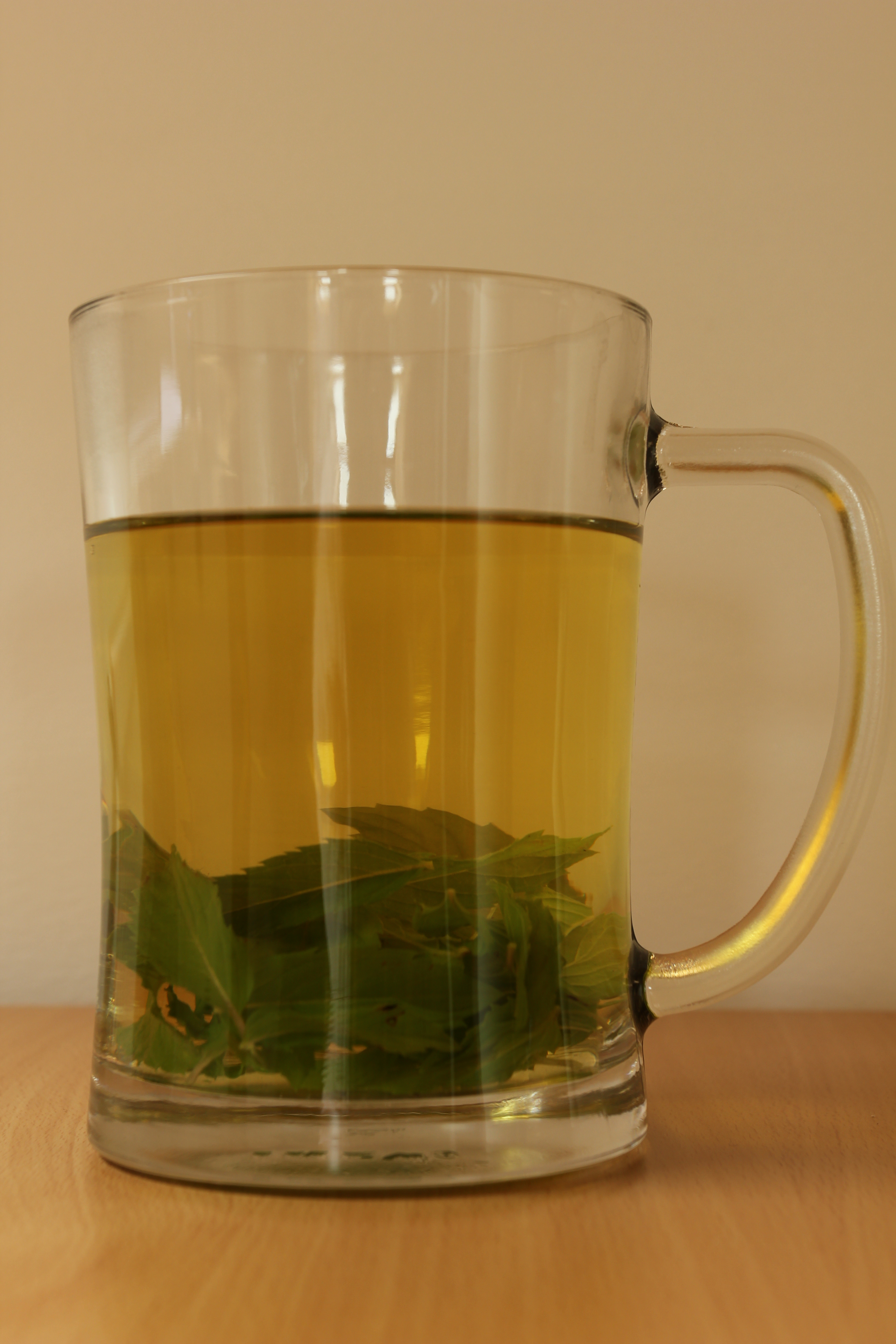
Mátový čaj

Čaj je nápoj připravený louhováním lístků rostliny čajovníku v horké vodě. Podle zpracování lístků se dělí na zelený, černý (fermentovaný) a oolong (polofermentovaný).
V češtině jsou pojmem čaj označovány i nápoje připravené spařením sušeného, případně rozemletého ovoce, bylin či jiných částí rostlin.

## Historie
Čaje z rostlin byly známy již od nepaměti, pro jejich označení se používal pojem odvar, příp. nálev. Tyto nápoje se používaly nejen k běžnému pití, ale zejména v lidovém léčitelství. K jejich přípravě sloužily byliny (bylinné čaje), ovoce (např. sušená jablka), plody keřů (např. šípek), květy stromů (např. lipový květ), části stromů (např. dubová kůra),  listy (např. listy borůvky) apod. Čaj z čajovníku se poprvé objevil v Evropě v 17. století, do běžných českých domácností se dostal až v 2. polovině 19. století.
Slovo čaj bylo převzato do spisovné češtiny počátkem 19. století, když postupně vytlačovalo původní výraz „thé“, který byl používán pro odvary hlavně z léčivých bylin, (např. z lipových květů: „lipové thé“). Později (ve 20. století) byl pojem „thé“ zcela vytlačen.

## Prodej
Čaje byly dříve prodávány v obchodech či v lékárnách v sypkém balení v sáčcích nebo krabičkách. Od šedesátých let 20. století se začaly v Československu používat čaje ve smáčecích sáčcích. K rozvoji pití čaje a vzniku čajoven došlo v Československu po roce 1989, kdy se uvolnily hranice a začal se dovážet čaj z různých částí světa. Od té doby též vzrostla popularita ovocných čajů, jejichž podíl na celkové spotřebě čajů v Česku roste. Došlo k rozvoji výroby čajových směsí např. v kombinaci sušeného ovoce a bylin. Většina spotřebitelů nakupuje čaje v hypermarketech, avšak své spotřebitele mají i specializované obchody. Některé čaje je  možné koupit pouze v lékárnách, protože se jedná o registrovaná léčiva.
Pravidla pro uvádění čaje do oběhu v ČR stanoví v současné době zákon č. 110/1997 Sb., ve znění pozdějších předpisů, pravidla pro obecné označování potravin obsahuje vyhláška č. 113/2005 Sb. a podrobnější pravidla pro čaj jsou uvedena ve vyhlášce č. 330/1997 Sb., ve znění pozdějších předpisů. Tato benevolentní pravidla umožňují, že výrobci mohou nazývat ovocné čaje dle plodů, kterých je však ve výrobku minimum. V těchto ovocných čajích bývají hlavní ingrediencí levné složky, jako např. sušená jablka, ibišek, šípek, bezinka apod., tato směs bývá doplněna minimem originálního ovoce a příslušně aromatizována. Tak např. ovocný čaj Borůvka může obsahovat pouze 3% borůvek, ovocný čaj Malina pouze 1% malin apod. Existují i poctivé čaje, které se vyrábějí pouze z originálních surovin. Tyto produkty se však prodávají spíše ve specializovaných obchodech.

## Příprava
Čaj se většinou připravuje jako teplý nápoj. Někdy se však do něj přidává i malé množství alkoholu, jako např. rum nebo slivovice. Je známý i ledový čaj, který se u nás rozšířil zejména po roce 1989 díky jeho průmyslové produkci. Tento čaj se připravuje silnější, než normální, po vyluhování se osladí cukrem nebo medem, přidá se do něj citrónová šťáva a vychladí se buď ledem nebo v mrazáku. Průmyslově vyráběné ledové čaje však bývají špatné kvality, obsahují většinou méně než 0,2 % čajového extraktu.